# ダオウイテリウム
ダオウイテリウム（Daouitherium）は、約5,500万年前（新生代古第三紀始新世初期〈ヤプレシアン初期〉）の北アフリカに生息していた始原的特徴を持つゾウの一種。
最初期のゾウ類の一群であるヌミドテリウム科に属する。
発見されている化石は、モロッコのウーレド・アブドゥーン盆地（Ouled Abdoun Basin）にある一地域シーディー・ダーウィー（Sidi Daoui）からもたらされた断片的な歯骨のみである。
体の大きさは現生のバク並みで、推定体重約300kg。沼沢地で水草などを食む水陸両生の中型哺乳類であったと見られる。

## 学名
属名は、ギリシア語起源のラテン語「therium (=animal、wild beast、動物、獣)」に、化石の発見地域名「シーディー・ダーウィー（Sidi Daoui）」を冠した合成語で、「ダーウィーの獣（哺乳類）」を意味する。